# Tetrocycloecia magna
Tetrocycloecia magna is een mosdiertjessoort uit de familie van de Cerioporidae. De wetenschappelijke naam van de soort is, als Heteropora magna, voor het eerst geldig gepubliceerd in 1923 door O'Donoghue & O'Donoghue.